# Побелян Микола Федорович
Микола Федорович Побелян (нар. 22 червня 1948, село Покошичі, Коропський район, Чернігівська область) — український поет, літератор, педагог, учитель-методист, член Національної спілки письменників України.

## Біографія
Микола Побелян народився 22 червня 1948 року в селі Покошичі на Чернігівщині в родині колгоспників. Навчався в Ніжині та закінчив Кримський педінститут. Був пастухом, кочегаром, цілинником. Перша літературна публікація датована 1962 роком.
Працює вчителем української мови та літератури. Член НСПУ з 228. Стаж педагогічної роботи — понад 40 років. Відомий серед освітян України публікаціями з методики викладання літератури. У 1980 році засновив перший в СРСР Музей хліба в спеціалізованій школі № 108. Сьогодні живе і працює в Харкові, в спеціалізованій школі № 108, де вже понад 35 років очолює роботу літературної студії «Грудка» ім. Станіслава Шумицького. Нагороджений медаллю «За відвагу на пожежі»[джерело?].

## Творчий доробок
Автор збірок поезій для дітей та ліричної лірики, друкується у методичних журналах України. Перша збірка Миколи Побеляна — «Дай мені долоньку…» (1998) — адресована мамам та їх маленьким дітям. Друга його збірка «Сніги на двох» (1999) включає ліричні вірші поета. У передмові до цієї збірки, Анатолій Мойсієнко зазначив: «Микола Побелян — лірик від природи. В його поезії править бал любов… Він — дуже відкритий у своїх радощах і болях, у своїй одвертості. Світ його любові населений людьми, птахами, деревами, квітами…».
Збірки для дітей:
- Горобина сімеєчка
- Зайчик-Скік
- Вранішня казаночка («Торнадо», «Майдан», Харків),
- Дай мені долоньку («Східно-регіональний центр освітніх ініціатив»)
- Заграйчики для зайчика
- Молитва-оберіг для сина («Власті», Київ)
- Що в кого є («Сінтекс, ЛТД», Харків)

Книги ліричної поезії
- Лінія Сальвадора Далі («Прапор», Харків)
- Перетин льоду і вогню (ТАЛ «Слобожанщина», Харків)
- Маргріттового птаха крила (у двох частинах) (ПП «Вежичанін», Харків
- Вибране («Майдан», Харків)
- Сто каратів («Торнадо», Харків)
- Відлуння голосу Енліля («Майдан», Харків)
- Від Сіверська до Печеніг («Талант», Харків).

42 поезії для дітей покладені на музику композитором-аматором Валентином Шустіковим[джерело?].
Його вірші перекладались на іврит, російською, вірменською, французькою мовами.